# José Monroy
José Monroy (Lissabon, 4 april 1980) is een Portugees autocoureur.

## Carrière
Monroy begon zijn autosportcarrière in 2007 in het Portuguese Touring Car Championship, wat hij won in 2008. In 2009 stapte hij over naar de European Touring Car Cup, waar hij voor Maurer Motorsport achtste werd in de Super 2000-klasse.
Nadat hij in 2012 kortstondig uitkwam in het Portugese GT-kampioenschap, stapte Monroy in 2014 over naar de hernieuwde Seat Leon Eurocup. Voor Veloso Motorsport werd hij 22e in de eindstand zonder punten met een negende plaats op het Autodromo Nazionale Monza als beste resultaat. In 2015 debuteerde hij in de TCR International Series voor Veloso in een Seat León Cup Racer tijdens zijn thuisrace op het Autódromo Internacional do Algarve. Hij eindigde de races als achtste en vijfde, waardoor hij twintigste werd in het kampioenschap met 14 punten.